# LNFA Serie B 2022
La LNFA Serie B 2022 è la 15ª edizione del campionato di football americano di secondo livello, organizzato dalla FEFA. È formata da una serie di tornei locali; si conclude con una finale nazionale.

## Squadre partecipanti
| Club                                 | Città                 | Stadio | Sponsor ufficiale | Risultato nella stagione 2021 |
| ------------------------------------ | --------------------- | ------ | ----------------- | ----------------------------- |
| Alcobendas Cavaliers                 | Alcobendas            |        |                   |                               |
| Alicante Sharks                      | Alicante              |        |                   |                               |
| Almería Barbarians                   | Almería               |        |                   |                               |
| Camioneros de Coslada                | Coslada               |        |                   |                               |
| Cantabria Bisons                     | Santander             |        |                   |                               |
| CDE Berserkers                       | Torrelavega           |        |                   |                               |
| Fuenlabrada Toros                    | Madrid                |        |                   |                               |
| Granada Lions                        | Granada               |        |                   |                               |
| Guadalajara Stings                   | Guadalajara           |        |                   |                               |
| Mairena Blue Devils                  | Palomares del Río     |        |                   |                               |
| Málaga Corsairs                      | Malaga                |        |                   |                               |
| Mercenarios de Villamayor de Gállego | Villamayor de Gállego |        |                   |                               |
| Pinto Goldbats                       | Pinto                 |        |                   |                               |
| Sevilla Linces                       | Siviglia              |        | Inmobalia         |                               |
| Telde Canes                          | Telde                 |        |                   |                               |
| Tenerife Helldogs                    | Candelaria            |        |                   |                               |
| Valencia Firebats                    | Valencia              |        |                   |                               |
| Valencia Giants                      | Valencia              |        |                   |                               |

## Stagione regolare

### Grupo Norte

#### Calendario

##### 1ª giornata
| Villamayor de Gállego 15 gennaio 2022, ore 17:00 | Mercenarios de Villamayor de Gállego | 28 – 18 referto | Guadalajara Stings | Campo de Fútbol Tarba |

##### 2ª giornata
| Santander 30 gennaio 2022, ore 12:00 | Cantabria Bisons | 43 – 0 referto | CDE Berserkers | Campo de rugby IMD "Ruth Beitia" |

##### 3ª giornata
| Torrelavega 12 febbraio 2021, ore 16:00 | CDE Berserkers | 0 – 68 referto | Guadalajara Stings | Complejo Deportivo Oscar Freire |

| Santander 13 febbraio 2022, ore 12:00 | Cantabria Bisons | 0 – 33 referto | Mercenarios de Villamayor de Gállego | Campo de rugby IMD "Ruth Beitia" |

##### 4ª giornata
| Guadalajara 27 febbraio 2022, ore 11:00 | Guadalajara Stings | 51 – 12 referto | Cantabria Bisons | Campo de Fútbol Municipal Pedro Escartín |

##### 5ª giornata
| Villamayor de Gállego 6 marzo 2022, ore 12:00 | Mercenarios de Villamayor de Gállego | 77 – 0 referto | CDE Berserkers | Campo de Fútbol Tarba |

##### 6ª giornata
| Guadalajara 13 marzo 2022, ore 11:00 | Guadalajara Stings | 31 – 27 referto | Mercenarios de Villamayor de Gállego | Campo de Fútbol Municipal Pedro Escartín |

##### 7ª giornata
| Torrelavega 27 marzo 2021, ore 12:00 | CDE Berserkers | 0 – 48 referto | Cantabria Bisons | Complejo Deportivo Oscar Freire |

#### Classifica
| Pos. | Squadra                              | PCT  | G | V | N | P | PF  | PS  |
| ---- | ------------------------------------ | ---- | - | - | - | - | --- | --- |
| 1    | Mercenarios de Villamayor de Gállego | .667 | 6 | 4 | 0 | 2 | 212 | 77  |
| 2    | Guadalajara Stings                   | .500 | 6 | 3 | 0 | 3 | 180 | 143 |
| 3    | Cantabria Bisons                     | .200 | 6 | 2 | 0 | 4 | 125 | 138 |
| 4    | CDE Berserkers                       | .000 | 6 | 0 | 0 | 6 | 0   | 333 |

#### Verdetti
- I  Mercenarios de Villamayor de Gállego vincono il Grupo Norte e sono ammessi ai playoff di Serie B.

### Grupo Este

#### Calendario

##### 1ª giornata
| Valencia 30 gennaio 2022, ore 12:00 | Valencia Firebats | 52 – 12 referto | Alicante Sharks | Polideportivo Quatre Carreres |

##### 2ª giornata
| Saragozza 12 febbraio 2022, ore 17:00 | Valencia Giants | 22 – 48 referto | Alicante Sharks | Estadio Mundial 82 |

##### 3ª giornata
| Saragozza 27 febbraio 2022, ore 17:00 | Valencia Giants | 0 – 7 referto | Valencia Firebats | Estadio Mundial 82 |

##### 4ª giornata
| Alicante 12 marzo 2022, ore 17:30 | Alicante Sharks | 0 – 17 referto | Valencia Firebats | Estadio Municipal de Atletismo de Alicante |

##### 5ª giornata
| Valencia 3 aprile 2022, ore 12:00 | Valencia Firebats | 38 – 7 referto | Valencia Giants | Polideportivo Quatre Carreres |

##### 6ª giornata
| Alicante 9 aprile 2022, ore 18:00 | Alicante Sharks | 0 – 6 referto | Valencia Giants | Estadio Municipal de Atletismo de Alicante |

#### Classifica
| Pos. | Squadra           | PCT   | G | V | N | P | PF  | PS  |
| ---- | ----------------- | ----- | - | - | - | - | --- | --- |
| 1    | Valencia Firebats | 1.000 | 6 | 6 | 0 | 0 | 204 | 19  |
| 2    | Valencia Giants   | .500  | 6 | 3 | 0 | 3 | 86  | 109 |
| 3    | Alicante Sharks   | .500  | 6 | 3 | 0 | 3 | 160 | 144 |

#### Verdetti
- I  Valencia Firebats vincono il Grupo Este e sono ammessi ai playoff di Serie B.
- I  Valencia Giants sono ammessi ai playoff di Serie B.

### LMFA11 2022 (Grupo Centro)
In aggiunta alle partite fra squadre della LMFA, per la serie B sono valide anche le partite intergruppo, quindi le due classifiche non coincidono.

#### Classifica
| Pos. | Squadra               | PCT   | G | V | N | P | PF  | PS  |
| ---- | --------------------- | ----- | - | - | - | - | --- | --- |
| 1    | Alcobendas Cavaliers  | 1.000 | 7 | 7 | 0 | 0 | 266 | 32  |
| 2    | Camioneros de Coslada | .750  | 8 | 6 | 0 | 2 | 210 | 49  |
| 3    | Fuenlabrada Toros     | .325  | 8 | 3 | 0 | 5 | 135 | 186 |
| 4    | Pinto Goldbats        | .286  | 7 | 2 | 0 | 5 | 81  | 185 |

#### Verdetti
- Gli  Alcobendas Cavaliers vincono la LMFA11 e il Grupo Centro e sono ammessi ai playoff di Serie B.
- I  Camioneros de Coslada sono ammessi ai playoff di Serie B.

### Grupo Sur

#### Calendario

##### 1ª giornata
| Malaga 23 gennaio 2022, ore 12:00 | Málaga Corsairs | 21 – 26 referto | Sevilla Linces | Campo de fútbol Juval |

##### 2ª giornata
| Siviglia 5 febbraio 2022, ore 18:00 | Sevilla Linces | 49 – 13 referto | Almería Barbarians | Centro Deportivo San Antonio Drago |

| Malaga 6 febbraio 2022, ore 12:00 | Málaga Corsairs | 30 – 34 referto | Mairena Blue Devils | Campo de fútbol Juval |

##### 3ª giornata
| Siviglia 19 febbraio 2022, ore 18:00 | Sevilla Linces | 0 – 19 referto | Granada Lions | Campo de Rugby San Jerónimo |

| Almería 20 febbraio 2021, ore 12:00 | Almería Barbarians | 0 – 35 referto | Mairena Blue Devils | Estadio de la Juventud |

##### 4ª giornata
| Maracena 13 marzo 2022, ore 12:00 | Granada Lions | 41 – 7 referto | Málaga Corsairs | Ciudad Deportiva |

##### 5ª giornata
| Maracena 30 aprile 2022 | Granada Lions | 6 – 0 referto | Almería Barbarians | Ciudad Deportiva |

##### 6ª giornata
| Almería 27 marzo 2022, ore 12:00 | Almería Barbarians | 0 – 10 referto | Málaga Corsairs | Estadio de la Juventud |

| Mairena del Aljarafe 27 marzo 2022, ore 12:00 | Mairena Blue Devils | 14 – 8 referto | Sevilla Linces | Estadio Francisco Castilla Romero |

##### 7ª giornata
| Mairena del Aljarafe 10 aprile 2022, ore 12:00 | Mairena Blue Devils | 32 – 18 referto | Granada Lions | Estadio Francisco Castilla Romero |

#### Classifica
| Pos. | Squadra             | PCT  | G | V | N | P | PF  | PS  |
| ---- | ------------------- | ---- | - | - | - | - | --- | --- |
| 1    | Mairena Blue Devils | .833 | 6 | 5 | 0 | 1 | 191 | 123 |
| 2    | Sevilla Linces      | .571 | 7 | 4 | 0 | 3 | 153 | 112 |
| 3    | Granada Lions       | .500 | 6 | 3 | 0 | 3 | 100 | 104 |
| 4    | Málaga Corsairs     | .333 | 6 | 2 | 0 | 4 | 124 | 151 |
| 5    | Almería Barbarians  | .000 | 6 | 0 | 0 | 6 | 13  | 195 |

#### Verdetti
- I  Mairena Blue Devils vincono il Grupo Sur e sono ammessi ai playoff di Serie B.
- I  Sevilla Linces e i  Granada Lions sono ammessi ai playoff di Serie B.

### Grupo Insular

#### 1ª giornata
| Ojos de Garza 9 gennaio 2022, ore 10:00 | Telde Canes | 16 – 7 referto | Tenerife Helldogs | Campo de fútbol Ojos de Garza |

#### 2ª giornata
| Santa Cruz de Tenerife 13 febbraio 2021, ore 11:00 | Tenerife Helldogs | 6 – 4 referto | Telde Canes | Campo de fútbol Añaza |

#### 3ª giornata
| Ojos de Garza 20 febbraio 2022, ore 10:00 | Telde Canes | 27 – 0 referto | Tenerife Helldogs | Campo de fútbol Ojos de Garza |

#### 4ª giornata
| Santa Cruz de Tenerife 27 marzo 2021, ore 11:00 | Tenerife Helldogs | - – - referto | Telde Canes | Campo de fútbol Añaza |

#### Classifica
| Pos. | Squadra           | PCT  | G | V | N | P | PF | PS  |
| ---- | ----------------- | ---- | - | - | - | - | -- | --- |
| 1    | Telde Canes       | .600 | 5 | 3 | 0 | 2 | 73 | 67  |
| 2    | Tenerife Helldogs | .167 | 6 | 1 | 0 | 5 | 13 | 159 |

#### Verdetti
- I  Telde Canes vincono il Grupo Insular
- Nessuna squadra partecipa ai playoff

### Incontri intergruppo

#### Calendario

##### 1ª giornata
| Alicante 27 novembre 2021, ore 18:00 | Alicante Sharks | 45 – 12 referto | Sevilla Linces | Estadio Antonio Solana |

| Malaga 28 novembre 2021, ore 11:00 | Málaga Corsairs | 35 – 0 referto | Guadalajara Stings | Campo de fútbol Juval |

| Santa Cruz de Tenerife 28 novembre 2021, ore 11:00 | Tenerife Helldogs | 0 – 41 referto | Fuenlabrada Toros | Campo de fútbol Añaza |

| Almería 28 novembre 2021, ore 12:00 | Almería Barbarians | 0 – 48 referto | Valencia Firebats | Base Militar Álvarez de Sotomayor |

##### 2ª giornata
| Torrelavega 11 dicembre 2021, ore 16:00 | CDE Berserkers | 0 – 39 referto | Alcobendas Cavaliers | Complejo Deportivo Oscar Freire |

| Saragozza 11 dicembre 2021, ore 17:00 | Valencia Giants | 28 – 0 referto | Mercenarios de Villamayor de Gállego | Estadio Mundial 82 |

| Siviglia 11 dicembre 2021, ore 18:00 | Sevilla Linces | 48 – 0 referto | Telde Canes | Campo de Rugby San Jerónimo |

| Mairena del Aljarafe 12 dicembre 2021, ore 11:00 | Mairena Blue Devils | 35 – 55 referto | Alicante Sharks | Estadio Francisco Castilla Romero |

| Valencia 12 dicembre 2021, ore 12:00 | Valencia Firebats | 42 – 0 referto | Granada Lions | Estadio Municipal Jardín del Turia |

| Fuenlabrada 12 dicembre 2021, ore 13:00 | Fuenlabrada Toros | 50 – 21 referto | Málaga Corsairs | Polideportivo Fermín Cacho |

##### Recuperi 1
| Santander 19 dicembre 2021, ore 12:00 | Cantabria Bisons | 7 – 12 referto | Camioneros de Coslada | Campo de rugby IMD "Ruth Beitia" |

##### 3ª giornata
| Guadalajara 8 gennaio 2022, ore 16:00 | Guadalajara Stings | 12 – 41 referto | Mairena Blue Devils | Campo de Fútbol Municipal Pedro Escartín |

##### Recuperi 2
| Coslada 23 gennaio 2022, ore 12:00 | Camioneros de Coslada | 58 – 0 referto | CDE Berserkers | Polideportivo Valleaguado |

##### Recuperi 3
| Alcobendas 30 gennaio 2022, ore 12:00 | Alcobendas Cavaliers | 61 – 0 referto | Tenerife Helldogs | Estadio José Caballero |

| Maracena 30 gennaio 2022, ore 12:00 | Granada Lions | 16 – 23 referto | Valencia Giants | Ciudad Deportiva |

##### Recuperi 4
| Pinto 6 marzo 2022, ore 11:30 | Pinto Goldbats | 42 – 15 referto | Cantabria Bisons | Estadio Municipal Rafael Mendoza |

##### Recuperi 5
| Siviglia 12 marzo 2022, ore 18:00 | Sevilla Linces | 10 – 0 referto | Tenerife Helldogs | Centro Deportivo Alcosa |

##### Recuperi 6
| Mairena del Aljarafe 27 marzo 2022, ore 11:00 | Mairena Blue Devils | - – - referto | Telde Canes | Estadio Francisco Castilla Romero |

##### Recuperi 7
| Villamayor de Gállego 3 aprile 2022, ore 12:00 | Mercenarios de Villamayor de Gállego | 47 – 0 referto | Almería Barbarians | Campo de Fútbol Tarba |

##### Recuperi 8
| Ojos de Garza 9 aprile 2022, ore 10:00 | Telde Canes | 26 – 6 referto | Pinto Goldbats | Campo de fútbol Ojos de Garza |

## Playoff

### Tabellone
|  | Quarti di finale | Quarti di finale                     | Quarti di finale |                                      |    | Semifinali           | Semifinali | Semifinali |  |  | XV Final de la LNFA Serie B | XV Final de la LNFA Serie B | XV Final de la LNFA Serie B |  |
|  |                  |                                      |                  |                                      |    |                      |            |            |  |  |                             |                             |                             |  |
|  | 1E               | Valencia Firebats                    | 39               |                                      |    |                      |            |            |  |  |                             |                             |                             |  |
|  | 1E               | Valencia Firebats                    | 39               |                                      |    |                      |            |            |  |  |                             |                             |                             |  |
|  | 2E               | Valencia Giants                      | 12               |                                      |    |                      |            |            |  |  |                             |                             |                             |  |
|  | 2E               | Valencia Giants                      | 12               |                                      | 1E | Valencia Firebats    | 46         |            |  |  |                             |                             |                             |  |
|  |                  |                                      |                  |                                      | 1E | Valencia Firebats    | 46         |            |  |  |                             |                             |                             |  |
|  |                  |                                      | 1N               | Mercenarios de Villamayor de Gállego | 15 |                      |            |            |  |  |                             |                             |                             |  |
|  | 2C               | Camioneros de Coslada                | 1N               | Mercenarios de Villamayor de Gállego | 15 | 25                   |            |            |  |  |                             |                             |                             |  |
|  | 2C               | Camioneros de Coslada                |                  |                                      |    |                      |            |            |  |  |                             |                             |                             |  |
|  | 1N               | Mercenarios de Villamayor de Gállego | 28               |                                      |    |                      |            |            |  |  |                             |                             |                             |  |
|  | 1N               | Mercenarios de Villamayor de Gállego | 28               |                                      | 1E | Valencia Firebats    | 13         |            |  |  |                             |                             |                             |  |
|  |                  |                                      |                  |                                      |    |                      |            |            |  |  |                             |                             |                             |  |
|  |                  |                                      | 1C               | Alcobendas Cavaliers                 | 14 |                      |            |            |  |  |                             |                             |                             |  |
|  | 1C               | Alcobendas Cavaliers                 | 1C               | Alcobendas Cavaliers                 | 14 | 55                   |            |            |  |  |                             |                             |                             |  |
|  | 1C               | Alcobendas Cavaliers                 |                  |                                      |    |                      |            |            |  |  |                             |                             |                             |  |
|  | 3S               | Granada Lions                        | 0                |                                      |    |                      |            |            |  |  |                             |                             |                             |  |
|  | 3S               | Granada Lions                        | 0                |                                      | 1C | Alcobendas Cavaliers | 39         |            |  |  |                             |                             |                             |  |
|  |                  |                                      |                  |                                      | 1C | Alcobendas Cavaliers | 39         |            |  |  |                             |                             |                             |  |
|  |                  |                                      | 1S               | Mairena Blue Devils                  | 8  |                      |            |            |  |  |                             |                             |                             |  |
|  | 1S               | Mairena Blue Devils                  | 1S               | Mairena Blue Devils                  | 8  | 52                   |            |            |  |  |                             |                             |                             |  |
|  | 1S               | Mairena Blue Devils                  |                  |                                      |    |                      |            |            |  |  |                             |                             |                             |  |
|  | 2S               | Sevilla Linces                       | 14               |                                      |    |                      |            |            |  |  |                             |                             |                             |  |

### Quarti di finale
| 30 aprile 2022 | Valencia Firebats | 39 – 12 | Valencia Giants |  |

| 30 aprile 2022 | Alcobendas Cavaliers | 55 – 0 | Granada Lions |  |

| 1º maggio 2022 | Camioneros de Coslada | 25 – 28 | Mercenarios de Villamayor de Gállego |  |

| 1º maggio 2022 | Mairena Blue Devils | 52 – 14 | Sevilla Linces |  |

### Semifinali
| 15 maggio 2022 | Valencia Firebats | 46 – 15 | Mercenarios de Villamayor de Gállego |  |

| 15 maggio 2022 | Alcobendas Cavaliers | 39 – 8 | Mairena Blue Devils |  |

### XV Final de la LNFA Serie B
| 29 maggio 2022 | Valencia Firebats | 13 – 14 | Alcobendas Cavaliers |  |

## Verdetti
- Alcobendas Cavaliers Campioni della LNFA Serie B 2022